# Saad Al-Nasser
Saad Al-Nasser (Riad, 8 de enero de 2001) es un futbolista saudita que juega en la demarcación de centrocampista para el Al Taawoun FC de la Liga Profesional Saudí.

## Selección nacional
Hizo su debut con la selección de fútbol de Arabia Saudita en un partido de la Copa de Naciones del Golfo de 2023 contra Yemen que finalizó con un resultado de 0-2 a favor del combinado saudita tras un gol de Musab Al-Juwayr y otro del propio Sumayhan Al-Nabit.

## Clubes
| Club                   | País           | Año       | Partidos | Goles |
| ---------------------- | -------------- | --------- | -------- | ----- |
| Al-Hilal Saudi FC      | Arabia Saudita | 2021-2022 | 1        | 0     |
| Al Taawoun FC (cedido) | Arabia Saudita | 2022-     | 14       | 2     |